# Breath (single)
Pour les articles homonymes, voir Breath (homonymie).
Singles de Aya Kamiki
Communication Break
(2006)
Breath est le premier single de Aya Kamiki sorti sous le label FLME le 21 mai 2003 au Japon. Il a été produit par Shimano Satoshi, mais le single n'arrive pas au classement Oricon.

## Liste des titres
| 1. | Breath                     | 5:25 |
| 2. | Mamoritai... (守りたい...) | 5:07 |
| 3. | Kakushin (確信)            | 5:03 |
| 4. | Breath (Instrumental)      | 5:24 |